# Micul alb

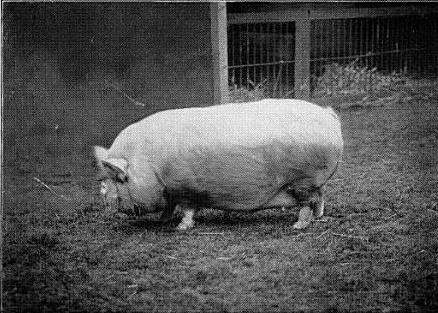
Specimen din rasa micul alb

În zootehnie, micul alb (sau yorkul mic) este o rasă de porci creată în Anglia și crescută pentru producția de grăsime.
Animalele se caracterizează prin talie mică, corp scurt, cap foarte mic și râtul concav, de asemenea scurt.
Este foarte precoce.
În România, această rasă a fost folosită la formarea rasei alb mijlociu.